# Frankiska

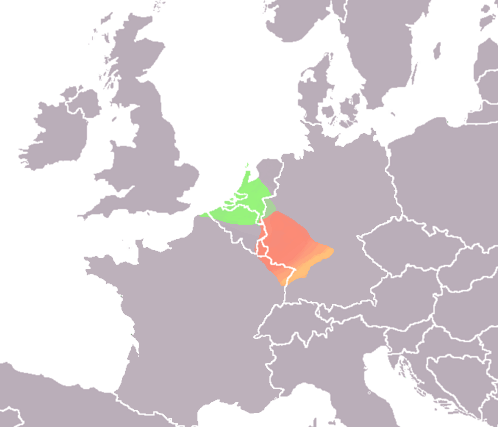
Dagens frankiska dialektgrupp:
Lågfrankiska dialekter i Nederländerna.
Lågfrankiska dialekter i Tyskland.
Västmellantyska dialekter (mellan- och rhenfrankiska)
Högtyska övergångsdialekter (öst- och sydfrankiska)

Frankiska är en språkvetenskaplig västgermansk dialektgrupp, där bland annat lågfrankiska dialekter ingår. I denna grupp ingår även rhenfrankiska (tyska: Rheinfränkisch), en nutida tysk dialekt som talas i Franken vid Rhen samt norr och söder om Main.